# Râul Paltinul, Capra
Râul Paltinul este un curs de apă, afluent al râului Capra. 